# X.45
X.45 désigne un protocole de télécommunication spécifié par l'Union internationale des télécommunications (UIT-T) en 1996.
Il permet des raccordements à des réseaux qui offrent le service de circuits virtuels de X.25 à des débits très largement augmentés. Un équipement utilisateur raccordé en X.45 peut communiquer avec des correspondants sans avoir à savoir lesquels sont raccordés en X.25 et lesquels le sont en X.45 : le service reste de bout en bout reste le même que les protocoles des deux extrémités soient les mêmes ou différents. Le fait que cette propriété des circuits virtuels ne soit pas partagée par les datagrammes (l'autre variante des services en mode paquets explique la difficulté qu'il y a, sur Internet, pour ajouter à la génération d'origine IPv4, la nouvelle génération IPv6 aux formats modifiés. 
De plus, entre correspondants raccordé en X.45, une variante du service de circuit virtuel peut être demandée par les utilisateurs. Cette variante privilégie la brièveté et la stabilité des délais de propagation, en sacrifiant en échange l'exigence de ne perdre aucune donnée (service non garanti).
Bien que X.45 ait été approuvé à l'unanimité à l'UIT-T, cela n'a été suivi d'aucune offre commerciale. La filière TCP/IP de l'IETF, avec son tarif globalement indépendant de la distance et attractif, avait en effet commencé à se substituer à la filière X.25 pour les transmissions de données au niveau mondial.